# Roy Drusky
Roy Frank Drusky (Atlanta, 22 giugno 1930 – 23 settembre 2004) è stato un cantante e attore statunitense.

## Biografia
Pensando inizialmente di diventare un giocatore di baseball, in seguito cominciò la sua carriera musicale agli inizi degli anni cinquanta. Nel 1953 firmò un contratto con la Starday Records, realizzando il suo primo singolo, Such a Fool; dopo un paio di anni cominciò a registrare brani per la Columbia Records, ma nessuno di essi ottenne successo. Solo nel 1961 la Decca Records pubblicò un suo singolo che in quell'anno riuscì a posizionarsi tra le prime dieci canzoni country, Second Hand Rose.
Nel 1963 Drusky si trasferì alla Mercury Records. Pubblicò molti duetti con Priscilla Mitchell, e uno di essi riuscì a raggiungere la 1# posizione.
Drusky ebbe anche una piccola carriera televisiva, e nel 1965 apparve anche in alcuni film.
Dopo il 1965, il successo di Drusky cominciò a svanire e i suoi album e singoli non si inserirono più nelle classifiche country, ad eccezione di Where the Blue and Lonely Go, che raggiunse il 10# nel 1969, e  Long Long Texas Road, che si posizionò 5# nel 1970.
Il 23 settembre 2004, Drusky morì all'età di 74 anni, a causa di un cancro.

## Discografia

### Album
- 1961: Anymore with Roy Drusky
- 1962: It's My Way
- 1964: Songs of the Cities
- 1964: Yesterday's Gone
- 1965: Pick of the Country
- 1965: Country Music All Around the World
- 1966: Roy Drusky's Greatest Hits
- 1966: In a New Dimension
- 1967: Now Is a Lonely Time
- 1968: Jody and the Kid
- 1969: My Grass Is Green
- 1970: I'll Make Amends
- 1970: The Best of Roy Drusky
- 1970: All My Hard Times
- 1971: I Love the Way You've Been Lovin' Me

### Singoli
- 1960: Another (Just Like Me)
- 1961: Three Hearts in a Tangle
- 1961: I Went Out of My Way (To Make You Happy)
- 1962: There's Always One (Who Loves a Lot)
- 1964: Peel Me a Nanner
- 1964: Pick of the Week
- 1965: Yes, Mr. Peters (con Priscilla Mitchell)
- 1965: White Lightnin' Express
- 1966: Rainbows and Roses
- 1967: If the Whole World Stopped Loving
- 1967: Weakness in a Man
- 1967: I'll Never Tell on You (con Priscilla Mitchell)
- 1968: You Better Sit Down Kids
- 1968: My Grass Is Green
- 1969: Such a Fool
- 1969: I'll Make Amends
- 1970: Long Long Texas Road
- 1970: All My Hard Times
- 1971: I Love the Way That You've Been Lovin' Me
- 1972: Sunshine and Rainbows
- 1973: I Must Be Doin' Something Right
- 1974: Close to Home
- 1974: Night Flying
- 1974: Betty's Song